# Han (sentimiento)
Han o Haan (恨 en hanja) es un aspecto cultural coreano que denota un sentimiento colectivo de opresión y aislamiento frente a adversidades insuperables, cuya superación está más allá de las propias capacidades de la nación. Connota aspectos de lamento e injusticia vengativa.
El teólogo Minjung Suh Nam-dong describe han como un "sentimiento de resentimiento no resuelto contra las injusticias sufridas, una sensación de impotencia debido a las abrumadoras probabilidades contra uno, una sensación de dolor agudo en las entrañas y las tripas, haciendo que todo el cuerpo se retuerza y se retuerza, y un obstinado deseo de vengarse y de convertir el mal en bien, todo esto combinado".
Han es un concepto difícil que requiere una comprensión previa del contexto en el que se utiliza.

## Etimología
Han es la pronunciación coreana de la letra de Hanja 恨 (hèn), que en chino moderno significa "odio", "aversión", "animosidad", "amargura", "rencor" o "resentimiento".
Aunque el cognado chino moderno 恨 significa simplemente odio, animosidad o resentimiento, la definición clásica de 恨 se traduce a menudo como "arrepentimiento" y "venganza no cumplida", que se relaciona más estrechamente con el sentimiento coreano de "Han".

## Historia
El concepto Han ha evolucionado junto con la historia de Corea. El término Han es permeable en la expresión cultural coreana, lo que incluye el chamanismo coreano y el Pansori. Pansori es un tipo de la música tradicional coreana que tiene sus cuentos con ritmo único. A ello se le suma la estructura de clases sociales, con la gran distinción entre la élite Yangban y el resto de ciudadanos durante la Dinastía Joseon (1392-1910). 
El sentimiento de Han se presenta en unas situaciones extremas como la ocupación japonesa de Corea (1910–45), la guerra de Corea, la división de la península de Corea y más tarde la dictadura militar que terminó a finales de la década de 1980
El erudito japonés Kimura afirma que en la historia moderna, la liberación del país de la ocupación japonesa por parte de los aliados en lugar de haberlo por el Ejército de Liberación de Corea es un hecho que también contribuye al concepto de historia gloriosa perdida y "han no resuelto"
En las obras literarias coreano-americanas (por ejemplo "Dictee" de Theresa Hak Kyung Cha, "El lenguaje de la sangre" de Jane Jeong Trenka, "Notas del país dividido" de Suji Kwock Kim o "Mujeres de consuelo" de Nora Okja Keller) a los estadounidenses de ascendencia coreana a veces se les describe como "han americanizados" o "han de segunda generación".
El término deriva del término chino, hèn (恨), un concepto de profundo odio y resentimiento hacia un agresor que abandona a la víctima, un sentimiento de angustia y fracaso final que solo puede aliviarse mediante la venganza, que a su vez parece una tarea imposible. La Hanja para Han es 恨.